# Wynyard (Saskatchewan)
Wynyard é uma cidade localizada no leste da província canadense de Saskatchewan, a 132 km a oeste de Yorkton e 190 km a leste de Saskatoon. Wynyard é a maior cidade da Divisão Censitária N.º 10 de Saskatchewan. A população em 2016 era de cerca de 1.732 habitantes.